# Волконский, Семён Фёдорович (ум. 1644)
Не путать с князем Семёном Фёдоровичем Волконским.
Князь Семён Фёдорович Волконский (ум. 1644) — стольник и воевода во времена правления Василия IV Ивановича Шуйского и Михаила Фёдоровича.
Сын князя Фёдора Ивановича Волконского, из 1-й ветви князей Волконских. Имел братьев, князей: Иван Фёдорович Черемный, голова Василий Фёдорович и Фёдора Фёдоровича Шериха.

## Биография
В Смутное время участвовал в московском осадном сидении при царе Василии IV Ивановиче Шуйском (1610). Участвовал в московском осадном сидение (1611—1613). За московское осадное сидение получил по жалованной грамоте в вотчину половину села Насилово в Рязанском уезде (1616), вторую половину получил его брат, князь Фёдор Фёдорович Шериха. Государь послал его в Смоленск к князю и боярину И. А. Хованскому и М. А. Вельяминову (1615). Стряпчий с платьем (1616), с окладом 800 четей и 52 рубля. Отправлен к князю Дмитрию Михайловичу Пожарскому с милостивым Государевым словом (12 июня 1618). Пожалован в стольники (1618), с поместным окладом 800 четвертей. За московское осадное сидение в приход королевича Владислава пожалован вотчиной (22 июня 1619), с выдачей жалованной грамоты. Воевода в Рыльске (1625-1628), откуда приезжал в Москву на первую свадьбу царя Михаила Фёдоровича, смотрел в «кривой стол» (1625), тоже на 2-й свадьбе (1626). Второй воевода на Тереке (1630-1634). Ездил осматривать Шацкие засеки (26 октября 1635). Воевода в Венёве (1636), Орле (1642-1644), где и скончался.
Умер в 1644 году. По родословной росписи показан бездетным.